# Les Genevez
Les Genevez es una comuna suiza del cantón de Jura, localizada en el distrito de Franches-Montagnes. Limita al norte con la comuna de Lajoux, al este con Saicourt (BE), al sur con Tramelan (BE), y al oeste con Montfaucon.